# 호쿠토시 (야마나시현)
호쿠토시(일본어: 北杜市)는 일본 야마나시현 북서부에 있는 시이다.

## 지리
나가노현과 경계를 접하고 미나미알프스(아카이시 산맥)와 야쓰가타케(八ヶ岳)로 둘러싸여 있으며, 미나미알프스의 깨끗한 지하수가 나오고 일조 시간이 일본에서 제일 긴 것으로 알려져 있다.
해발 500m~1400m의 고원 지대에 위치하고 온천, 폭포, 스키장 등 관광 자원도 많다. 민박, 펜션, 관광호텔 등 각종 숙박시설, 별장, 자치단체나 민간 기업이 운영하는 연수 시설 등이 많이 입지한 관광, 휴양 지역이다.
내부에서도 고도 차이가 매우 크기 때문에 기후는 지역마다 크게 다르다. 옛 고부치자와정 지역이 가장 추워 도호쿠 지방 북부 수준의 기후이고 나가사카·다카네·오이즈미·하쿠슈·무카와 지역이 도호쿠 지방 남동부 수준의 기후, 옛 아케노촌 지역은 일본 제일의 일조 시간을 자랑하며 도쿄 등과 비슷한 기후이다.
통합하기 전의 다카네정은 일제강점기의 한국에서 문화재 보호에 진력한 아사카와 노리타카(浅川伯教), 아사카와 다쿠미(浅川巧) 형제의 출신지로 2003년 3월 21일에 포천시와 자매 결연을 맺었다.

### 인접한 자치체
- 야마나시현
  - 고후시
  - 니라사키시
  - 미나미알프스시
  - 가이시

- 나가노현
  - 지노시
  - 이나시
  - 스와군 후지미정
  - 미나미사쿠군 가와카미촌, 미나미마키촌

## 역사
2004년 11월 1일에 기타코마군(北巨摩郡)에 속하던 아케노촌(明野村), 오이즈미촌(大泉村), 스타마정(須玉町), 다카네정(高根町), 나가사카정(長坂町), 하쿠슈정(白州町), 무카와촌(武川村)이 통합하여 인구 4만여 명의 시로 발족했다. 2006년 3월 15일에는 기타코마군의 고부치자와정(小淵沢町)을 편입했다. 이로 인해 기타코마군은 소멸되었다.

## 교통

### 철도
- 동일본 여객철도
  - 주오 본선
  - 고우미선

### 도로
- 주오 자동차도
- 국도 20호선
- 국도 141호선

## 인구
2010년 2월 1일 기준 49,314명 (구 아케노정 4,921명, 구 스타마정 6,660명, 구 다카네정 9,813명, 구 나가사카정 9,319명, 구 오이즈미정 5,001명, 구 오부치자와정 6,129명, 구 하쿠슈정 4,118명, 구 다케가와정 3,356명)
| 연도 | 인구   | ±%     |
| ---- | ------ | ------ |
| 1940 | 51,131 | —      |
| 1950 | 68,254 | +33.5% |
| 1960 | 59,831 | −12.3% |
| 1970 | 47,356 | −20.9% |
| 1980 | 44,320 | −6.4%  |
| 1990 | 46,200 | +4.2%  |
| 2000 | 47,888 | +3.7%  |
| 2010 | 46,968 | −1.9%  |
| 2020 | 44,053 | −6.2%  |

|                                              | |
| 호쿠토시의 전국의 연령별 인구 분포（2005년） | 호쿠토시의 연령·남녀별 인구 분포（2005년）                                                                                |
| ■자주색 ― 호쿠토시 ■녹색 ― 일본전국          | ■파랑색 ― 남자 ■빨간색 ― 여자                                                                                             |
| · 호쿠토시（에 해당되는 지역）의 인구추이    | |
| 일본 총무성 통계국 국세조사 결과             | |
|                                              | 이 그래프는 더 이상 지원되지 않는 레거시 그래프 확장 기능을 사용하고 있습니다. 새로운 차트 확장 기능으로 변환해야 합니다. |

## 기후
| 호쿠토시 오이즈미의 기후                                     | 호쿠토시 오이즈미의 기후 | 호쿠토시 오이즈미의 기후 | 호쿠토시 오이즈미의 기후 | 호쿠토시 오이즈미의 기후 | 호쿠토시 오이즈미의 기후 | 호쿠토시 오이즈미의 기후 | 호쿠토시 오이즈미의 기후 | 호쿠토시 오이즈미의 기후 | 호쿠토시 오이즈미의 기후 | 호쿠토시 오이즈미의 기후 | 호쿠토시 오이즈미의 기후 | 호쿠토시 오이즈미의 기후 | 호쿠토시 오이즈미의 기후 |
| 월                                                           | 1월                      | 2월                      | 3월                      | 4월                      | 5월                      | 6월                      | 7월                      | 8월                      | 9월                      | 10월                     | 11월                     | 12월                     | 연간                     |
| ------------------------------------------------------------ | ------------------------ | ------------------------ | ------------------------ | ------------------------ | ------------------------ | ------------------------ | ------------------------ | ------------------------ | ------------------------ | ------------------------ | ------------------------ | ------------------------ | ------------------------ |
| 역대 최고 기온 °C (°F)                                       | 16.2 (61.2)              | 20.6 (69.1)              | 23.1 (73.6)              | 28.3 (82.9)              | 30.8 (87.4)              | 33.7 (92.7)              | 35.4 (95.7)              | 36.5 (97.7)              | 33.3 (91.9)              | 29.1 (84.4)              | 23.0 (73.4)              | 19.0 (66.2)              | 36.5 (97.7)              |
| 일평균 최고 기온 °C (°F)                                     | 4.7 (40.5)               | 6.0 (42.8)               | 10.1 (50.2)              | 16.0 (60.8)              | 20.8 (69.4)              | 23.5 (74.3)              | 27.3 (81.1)              | 28.7 (83.7)              | 24.2 (75.6)              | 18.5 (65.3)              | 13.1 (55.6)              | 7.6 (45.7)               | 16.7 (62.1)              |
| 일일 평균 기온 °C (°F)                                       | −0.2 (31.6)              | 0.6 (33.1)               | 4.3 (39.7)               | 9.8 (49.6)               | 14.8 (58.6)              | 18.4 (65.1)              | 22.2 (72.0)              | 23.1 (73.6)              | 19.1 (66.4)              | 13.3 (55.9)              | 7.7 (45.9)               | 2.5 (36.5)               | 11.3 (52.3)              |
| 일평균 최저 기온 °C (°F)                                     | −5.0 (23.0)              | −4.6 (23.7)              | −1.1 (30.0)              | 4.1 (39.4)               | 9.5 (49.1)               | 14.2 (57.6)              | 18.5 (65.3)              | 19.1 (66.4)              | 15.1 (59.2)              | 8.8 (47.8)               | 2.8 (37.0)               | −2.2 (28.0)              | 6.6 (43.9)               |
| 역대 최저 기온 °C (°F)                                       | −14.4 (6.1)              | −14.2 (6.4)              | −10.7 (12.7)             | −7.3 (18.9)              | −1.5 (29.3)              | 5.7 (42.3)               | 10.2 (50.4)              | 9.7 (49.5)               | 3.6 (38.5)               | −2.0 (28.4)              | −6.4 (20.5)              | −11.8 (10.8)             | −14.4 (6.1)              |
| 평균 강수량 mm (인치)                                        | 40.9 (1.61)              | 41.9 (1.65)              | 77.3 (3.04)              | 82.4 (3.24)              | 96.5 (3.80)              | 135.1 (5.32)             | 155.5 (6.12)             | 127.3 (5.01)             | 171.1 (6.74)             | 138.6 (5.46)             | 48.0 (1.89)              | 32.2 (1.27)              | 1,146.8 (45.15)          |
| 평균 강수일수 (≥ 1.0 mm)                                     | 4.9                      | 5.1                      | 8.5                      | 8.7                      | 9.8                      | 12.1                     | 13.3                     | 10.2                     | 10.5                     | 9.3                      | 6.3                      | 4.9                      | 103.6                    |
| 평균 월간 일조시간                                           | 205.7                    | 196.3                    | 205.7                    | 211.9                    | 210.7                    | 158.1                    | 163.0                    | 194.2                    | 150.2                    | 166.3                    | 187.0                    | 195.6                    | 2,249.2                  |
| 출처: 일본 기상청 (평년값: 1991년~2020년, 극값: 1977년~현재) |                          |                          |                          |                          |                          |                          |                          |                          |                          |                          |                          |                          |                          |